# I Made Wirawan
I Made Wirawan (* 1. prosince 1981, Gianyar, Indonésie) je indonéský fotbalový brankář a reprezentant, v současnosti hráč indonéského klubu Persib Bandung.

## Klubová kariéra
- Perseden Denpasar 2002–2004
- Persekaba Badung 2005–2006
- Persiba Balikpapan 2007–2012
- Persib Bandung 2012–

## Reprezentační kariéra
V A-mužstvu Indonésie debutoval 7. října 2011 v přátelském utkání v malajsijském městě Kuala Lumpur proti reprezentaci Saúdské Arábie, kde vychytal čisté konto (remíza 0:0).